# Maiák (Középfölde)
A maiák (Maiar) J. R. R. Tolkien történeteiben megjelenő alacsonyabb rangú ainuk, akik beléptek Eäba.
A maiák sokban hasonlítanak a keresztény mitológia angyalaira, illetve az ópogány mitológia nimfáira, tündéreire, illetve helyi isteneire: szellemi természetű, de anyagi alakot felvenni képes, varázshatalommal bíró lények. Akik nem a gonosz erőit szolgálják, azok általában magányosan, ritkán lakott vidékeken (bár néha más lények házastársaként) élnek vagy éltek (például Melian), és nem vesznek részt más népek életében. Kivétel ez alól néhány mágus (például Gandalf/Olórin), akik részt vettek a Fehér Tanács munkájában és a Sauron elleni harcban. Sok maia még az óidőkben a lázadó vala, Morgoth szolgálatába szegődött, a legjelentősebbek köztük a balrogok, illetve Melkor tanítványa és utóda, Sauron (Morgoth legyőzése után a sötét erők ura). Lehetséges, hogy a buckamanók is egykor közéjük tartoztak.

## Történetük
A maiákat Ilúvatar a valák (magasabb rendű ainuk) megsegítésére, szolgálatára küldte Ardára. Sokan vannak, a tündék és az emberek azonban nem mindegyiküknek adtak nevet, főként azoknak, akik nem hagyták el Valinort.
Mindegyik maia egy vagy több valával társult, ám azonos származásuk ellenére kevesebb hatalommal bírtak, mint vala uraik. Képesek „embernek tetsző” alakot felvenni, de lényegük alapvetően szellemi. Azok a maiák, akik „életük” nagy részét Ilúvatar gyermekei között töltötték (például az Istarok, Szauron, Melian) Tolkien történeteiben többnyire emberi alakjukban szerepelnek, ám hatalmuk nagyobb, mint Eru gyermekeiéi.
Az első korban jutnak a legnagyobb szerephez Arda történetében, amikor Melian Doriath úrnőjeként folyamatos szerepet kap Beleriand népeinek életében. Ezenkívül tőle született Lúthien, a leghíresebb tündék egyike, az első, aki emberhez ment feleségül. Ugyanekkor Szauron (vagy Gorthaur) Melkor egyik kapitánya. A balrogokkal együtt harcolt a tündék ellen, míg a végső csatában legyőzték őket. Ekkor – több balroggal együtt – elmenekült a valák elől, és sokáig nem került elő.
A másodkorban Szauron ismét előkerül, egy darabig a tündék szövetségesének mutatkozik, részt vesz a Gyűrűk megalkotásában. Hatalmi törekvéseit megelégelve Ar-Pharazôn végül fogolyként Númenorba viszi, ahol a királyt, és népét megmérgezi gonoszságával egészen addig, amíg fellázadnak a Valák Tilalma ellen. Ezzel előidézi Númenor pusztulását. Középföldére visszatérve Mordorban építi ki országát, majd a határain letelepült númenoriak ellen háborút kezd, ám a tündék és emberek Utolsó Szövetsége legyőzi, a Gyűrűt elveszik tőle, ő maga pedig árnnyá válik.
A harmadkor nagy részében bujdokol, csak a 2900-as évek végén merészkedik elő (A hobbit története idején). Mivel azonban a valák ezt előre tudták, 1000 körül öt másik maiát, az istarokat küldték Középföldére, hogy támogassák az embereket és tündéket a Szauron elleni harcban. Ők öten más-más módszerrel igyekeztek ezt végrehajtani, végül csak Curumo/Szarumánnak és Olórin/Gandalfnak jutott jelentős szerep a háborúban. Gandalf megvívott egy Mória mélyén bujdokoló balroggal is, és legyőzte. Végül a hobbitok segítségével Szauront is legyőzték, Gandalf pedig visszatért Valinorba. Az esetleg még megmaradt balrogok tovább bujkáltak.

## Tekintélyesebb maiák
- Eönwë, és párja, Ilmarë. Eonwë Manwë zászlóvivője és hírnöke, nem létezett olyan harcos Ardán, aki képes lett volna őt fegyveres harcban legyőzni. Ilmarë Varda szolgálónője.
- Ossë, párja Uinen. Mindketten a víz urához, Ulmohoz társultak.
- Curumo, aki később Szarumán néven vált ismertté Aulë maiája volt.
- Szauron (más néven: Aulëndil, Gorthaur, Annatar) Aulë leghatalmasabb szolgálója volt, bár később Melkor szolgálatába állt.
- Aiwendil, más néven Radagast, Yavanna szolgálatában állt.
- Olórin, ismertebb nevén Gandalf vagy Mithrandir, Manwë, és Varda maiája volt, bár gyakran megfordult Nienna csarnokaiban is, ahol megismerte a könyörület és türelem erényeit.
- A Kék mágusokról, Alatarról és Pallandóról Tolkien könyveiben nem sok említés történik. Középföldére érve keletre távoztak, sorsukról szinte semmit nem tudni.
- Melian Vánát és Estët is szolgálta mielőtt Beleriandba költözve Thingol feleségévé vált.
- Arien a Napot hordozza az égen, szerelme Tilion pedig a Holdat.
- Gothmog a balrogok hadvezére, hatalma Morgoth alatt alig csekélyebb mint Szauroné. Neve jelentése valószínűsíthetően rettenetes vezér. Fegyvere egy hatalmas fekete balta volt. Gondolin lerohanásakor Echtelion végzett vele.
- A balrogok (sinda szó, quenya: valaraukar; a leghatalmasabb mind közül: Gothmog) Melkor szolgálóivá váltak.
- Gyaníthatóan Bombadil Toma is maia volt (bár ez egyáltalán nem bizonyított), és esetleg a buckamanók is a Gonosz szolgálatában álló ainuk voltak, bár utóbbiak lehettek emberi eredetű lidércek is.